# Camera a vuoto

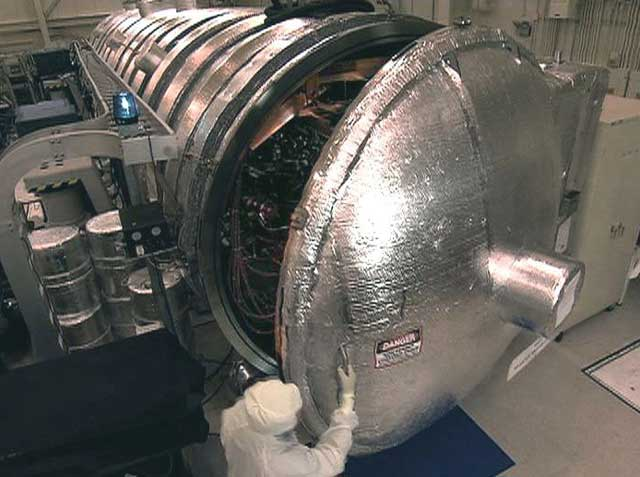
Una camera a vuoto di grandi dimensioni.

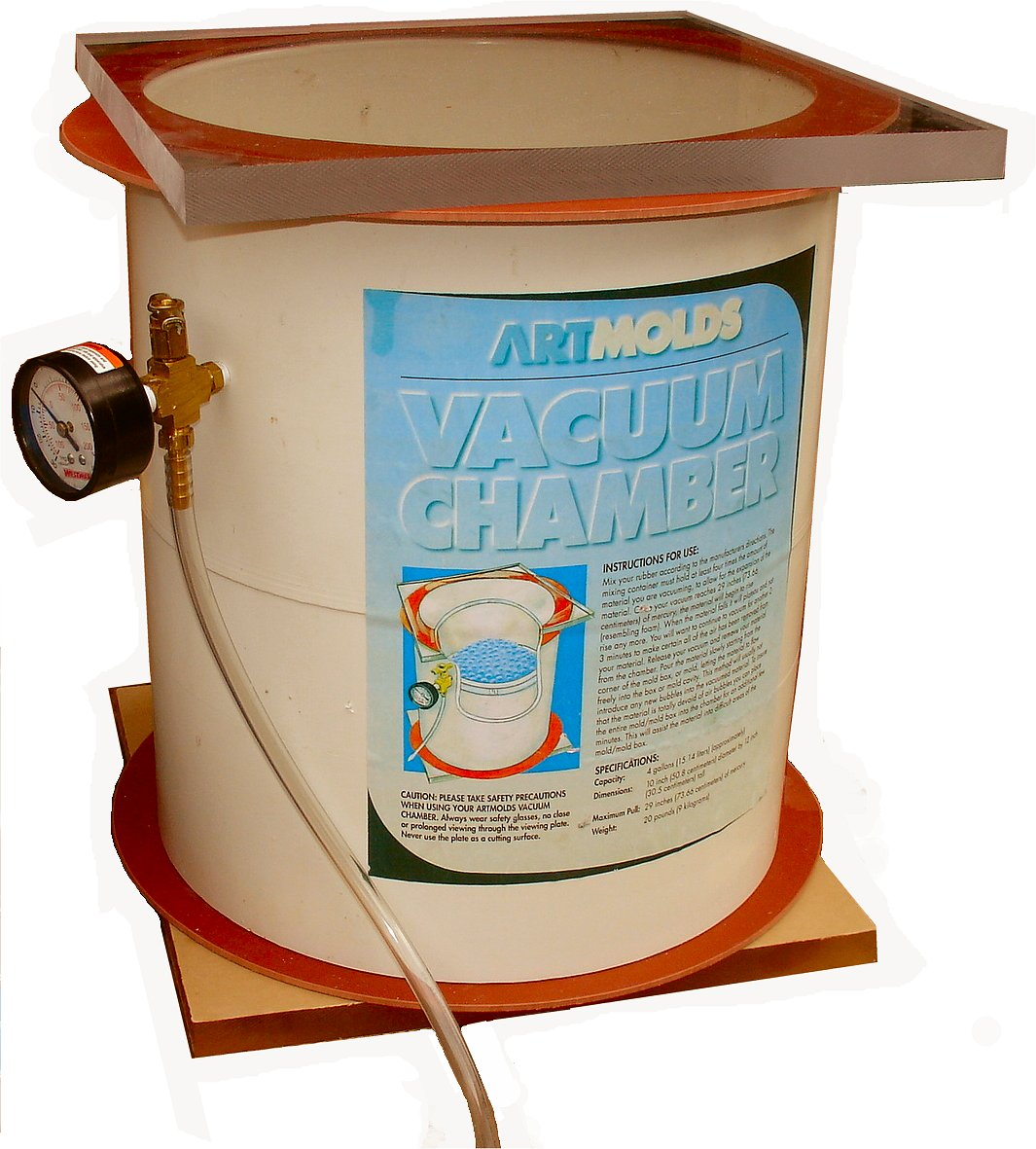
Una piccola camera a vuoto per la disaerazione in laboratorio di materiali come gomme per stampi e resine.

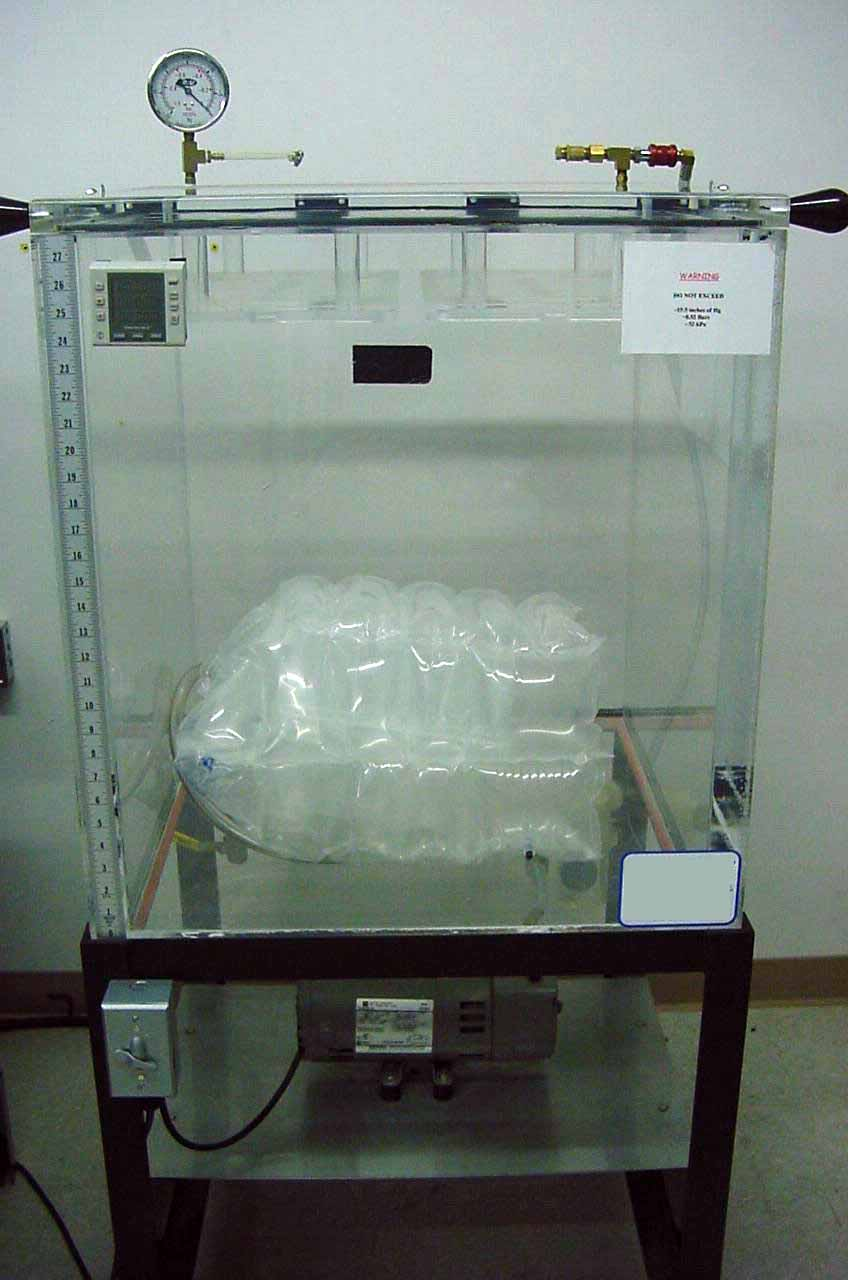
Camera a vuoto per testare le perdite di un imballaggio

Una camera a vuoto è un involucro rigido dal quale l'aria e gli altri gas vengono rimossi da una pompa a vuoto. Ciò si traduce in un ambiente a bassa pressione all'interno della camera, comunemente chiamato vuoto. Un ambiente sotto vuoto consente ai ricercatori di condurre particolari prove sperimentali o di testare dispositivi meccanici che devono operare nello spazio o di effettuare processi come l'essiccazione sotto vuoto o il rivestimento sotto vuoto. Le camere sono in genere realizzate in metalli che possono o meno schermare i campi magnetici applicati esternamente a seconda dello spessore delle pareti, della frequenza, della resistività e della permeabilità del materiale utilizzato. Solo alcuni materiali sono adatti per l'uso sotto vuoto.
Le camere hanno spesso più aperture, dotate di specifiche flange per il vuoto, per consentire l'installazione di strumenti o finestre. In applicazioni a vuoto medio-basso, queste aperture sono sigillate con o-ring in elastomero. Nelle applicazioni ad alto vuoto le flange hanno bordi a spigolo vivo che incidono una guarnizione in rame nel momento in cui vengono serrati i bulloni.

## Materiali
Le camere a vuoto possono essere costruite con molti materiali, i più comuni sono:
- Acciaio
- Alluminio
- Ottone
- Ceramica ad alta densità
- Vetro
- Acrilico

I metalli sono probabilmente i materiali più utilizzati. La resistenza, la pressione e la permeabilità sono i fattori alla base della scelta del materiale con cui costruire la camera.

## Applicazioni
Intorno al 1850 furono costruite piccole camere a vuoto cilindriche in vetro con un elettrodo metallico ad ogni estremità e una massa di gas molto piccola all'interno. Dopo aver applicato loro una corrente ad alta tensione, all'interno del tubo sono comparsi dei flash e delle luci. Questo ha permesso la scoperta dell'elettrone. Alcuni ricercatori che hanno utilizzato e perfezionato questi tubi sono stati Heinrich Geissler e William Crookes. Questi sono anche noti come tubi di Crookes o tubi a raggi catodici.
Per la conservazione dei vegetali viene utilizzato un tipo di camera a vuoto a media intensità (4-5 mmHg di pressione). Facendo il vuoto, una parte dell'acqua viene vaporizzata, il che abbassa la temperatura e la mantiene intorno a 0 °C, evitando la decomposizione organica dovuta ad agenti aerobici.
I più grandi impianti di alto vuoto al mondo sono gli interferometri per la rivelazione delle onde gravitazionali installati in Italia e negli USA. Si tratta di tubi da vuoto di diametro superiore al metro e di lunghezza di alcuni chilometri a pressioni dell’ordine di 10−6 Pa. All'interno di macchine acceleratrici di particelle si raggiungono pressioni anche inferiori a 10−10 Pa.
Un tipo di camera a vuoto frequentemente utilizzata nel campo dell'ingegneria aerospaziale è la camera termovuoto, che è in grado di creare un ambiente termico simile a quello che un veicolo spaziale sperimenterebbe nello spazio.